# Сикерт, Уолтер
Уолтер Ричард Сикерт (англ. Walter Richard Sickert; 31 мая 1860, Мюнхен — 22 января 1942, Бат) — английский художник переходного периода между импрессионизмом и модернизмом. Отличался эксцентричным характером. Некоторыми исследователями, например Патрисией Корнуэлл, имя Сикерта связывается с преступлениями так называемого Джека-Потрошителя.

## Биография
Уолтер Сикерт родился в семье художника. Его отец был датско-немецкого происхождения, мать — англо-ирландского. Сестра Уолтера, Элен Сванвик, впоследствии стала известной феминисткой и пацифисткой. В 1868 году семья Сикертов переезжает в Англию. После окончания школьного образования в 17 лет, Уолтер вначале выбирает карьеру актёра, затем поступает в художественную мастерскую Уистлера; после этого изучает живопись в Париже у Эдгара Дега. В художественных кругах У. Сикерт после выставки его полотен, прошедшей в 1884 году, считался учеником Уистлера.
Сикерт предпочитал на своих картинах изображать простых людей в их обычном жизненном окружении. Писал также часто сцены из концертного и театрального быта, театральную публику. Работал как преподаватель на вечерних курсах. Многие из работ Сикерта выставлял Новый английский художественный клуб. В 1894—1895 годах его рисунки публикует Обри Бердслей в своём журнале «Жёлтая книга». Художник посещает мюзик-холл Старый Бедфорд, где делает наброски для своих картин (среди них «Крошка Дот Хетерингтон в Старом Бедфорде»).
В 1885 году Сикерт женится на Элен Кобден, дочери либерального политика; в 1899 году - разводится с ней. Космополит по убеждениям, художник после развода живёт в Венеции, Дьепе и Париже. В 1905 году возвращается в Лондон, живёт в Сохо. В 1911 году вместе с художником Гарольдом Гилманом, создаёт художественную группу Кэмден Таун. Перед началом Первой мировой войны У. Сикерт поддерживает художников-модернистов Джейкоба Эпстайна, Огастаса Джона, Люсьена Писсарро, Атула Боса и Уиндхема Льюиса.
В заключительный период своего творчества Сикерт, под влиянием Дега, использовал как основу для своих картин фотографические снимки или мотивы старых, викторианских полотен. Продолжал также литературно-критическую и преподавательскую деятельность. С 1924 года — член Королевской Академии художеств. В 1941 году в лондонской Национальной галерее была устроена большая ретроспектива художественного творчества У. Сикерта.
Большим другом художника и собирателем его картин был меценат лорд Бивербрук. Сам Сикерт был наставником в живописи Уинстона Черчилля.

## Гипотеза о Сикерте — Джeке-потрошителе
В различных теориях об установлении личности серийного убийцы, Джека-Потрошителя, неоднократно рассматривался художник У. Сикерт (например, в 1976 году Стивеном Найтом, в 2002 — Патрисией Корнуэлл). Однако у большинства исследователей возможность идентифицировать Сикерта с убийцей поддержки не находит.